# جيم والش (صحفي)
جيم والش (بالإنجليزية: Jim Walsh)‏ هو صحفي أمريكي، ولد في 20 يوليو 1903، وتوفي في 24 ديسمبر 1990.